# Кончагуа
Конча́гуа (ісп. Conchagua) — стратовулкан, що стоїть на південному сході Сальвадору (департамент Ла-Уніон), підіймаючись над затокою Фонсека. Серро-дель-Окоте та Серро-де-ла-Бандера — дві головні вершини вулкана. Пік Бандера, що має більш конічну форму, з'явився пізніше. На обох піках існують активні фумарольні ділянки, однак немає підтверджених відомостей про виверження вулкана в минулому. Згідно з даними Global Volcanism Program, його висота становить 1 225 м. Вулкан оточений лісом під назвою Боске Кончагуа (Bosque Conchagua).  